# Benedetto (cardinal, 1200)
Pour les articles homonymes, voir Benedetto.
Benedetto (mort à Rome le 18 juillet 1216), est un cardinal de l'Église catholique du XIIIe siècle, nommé par le pape Innocent III.

## Biographie
Le pape Innocent III crée Benedetto cardinal lors du consistoire de décembre 1200. Il est légat apostolique à Constantinople après la conquête par l'empereur Baudouin en 1204. Il participe au conclave de 1216 lors duquel Honoré III est élu.